# Bühle (Bad Arolsen)
Bühle ist der nach Einwohnerzahl kleinste Stadtteil von Bad Arolsen im nordhessischen Landkreis Waldeck-Frankenberg.

## Geographische Lage
Das Dorf liegt am Westrand des Naturparks Habichtswald im Langen Wald rund 9 km südöstlich der Arolser Kernstadt bzw. knapp 4,5 km westlich jener von Wolfhagen. Es befindet sich südsüdöstlich von Landau und östlich von Volkhardinghausen, beides Arolser Stadtteile. Durch die Ortschaft fließt der vom Jeppenteich im Südwesten kommende Dusebach. Etwa 4 km (Entfernungen je Luftlinie) südlich steht das zur Bühler Gemarkung gehörende Schloss Höhnscheid.
Westlich von Bühle verläuft die Landesstraße 3198, die in Nord-Süd-Richtung die Bundesstraße 450 bei Landau (zu Arolsen) mit der Bundesstraße 251 bei Freienhagen (zu Waldeck) verbindet. Von der L 3198 führen durch Bühle und dann weiter nach Wolfhagen die ineinander übergehenden Kreisstraßen 10 und 106.

## Geschichte

### Ortsgeschichte
Die älteste bekannte schriftliche Erwähnung von Bühle erfolgte unter dem Namen Bule im Jahr 1537 im Landregister des Grafen Philipp III. Das nahe Schloss Höhnscheid, in dem sich heute ein Tagungshotel befindet, wurde 1235 als Augustinerchorfrauenkloster genannt.
Hessische Gebietsreform (1970–1977)
Zum 31. Dezember 1971 wurde die bis dahin selbständige Gemeinde Bühle im Zuge der Gebietsreform in Hessen auf freiwilliger Basis in die Stadt Arolsen eingemeindet. Für Bühle, wie für alle durch die Gebietsreform eingegliederten Gemeinden, wurden Ortsbezirke mit Ortsbeirat und Ortsvorsteher nach der Hessischen Gemeindeordnung gebildet.

### Verwaltungsgeschichte im Überblick
Die folgende Liste zeigt die Staaten und Verwaltungseinheiten, denen Bühle angehörte:
- vor 1712: Heiliges Römisches Reich, Grafschaft Waldeck, Amt Landau
- ab 1712: Heiliges Römisches Reich, Fürstentum Waldeck, Amt Landau
- ab 1807: Fürstentum Waldeck, Amt Landau
- ab 1815: Fürstentum Waldeck, Oberamt der Diemel
- ab 1816: Fürstentum Waldeck, Oberjustizamt der Diemel
- ab 1849: Fürstentum Waldeck-Pyrmont, Kreis der Twiste
- ab 1867: Fürstentum Waldeck-Pyrmont (Akzessionsvertrag mit Preußen), Kreis der Twiste
- ab 1871: Deutsches Reich, Fürstentum Waldeck-Pyrmont, Kreis der Twiste
- ab 1919: Deutsches Reich, Freistaat Waldeck-Pyrmont, Kreis der Twiste
- ab 1929: Deutsches Reich, Freistaat Preußen, Provinz Hessen-Nassau, Regierungsbezirk Kassel, Kreis der Twiste
- ab 1942: Deutsches Reich, Freistaat Preußen, Provinz Hessen-Nassau, Regierungsbezirk Kassel, Landkreis Waldeck
- ab 1944: Deutsches Reich, Freistaat Preußen, Provinz Kurhessen, Regierungsbezirk Kassel, Landkreis Waldeck
- ab 1945: Deutsches Reich, Amerikanische Besatzungszone, Groß-Hessen, Regierungsbezirk Kassel, Landkreis Waldeck
- ab 1946: Deutsches Reich, Amerikanische Besatzungszone, Hessen, Regierungsbezirk Kassel, Landkreis Waldeck
- ab 1949: Bundesrepublik Deutschland, Hessen, Regierungsbezirk Kassel, Landkreis Waldeck
- ab 1972: Bundesrepublik Deutschland, Hessen, Regierungsbezirk Kassel, Landkreis Waldeck, Stadt Bad Arolsen
- ab 1974: Bundesrepublik Deutschland, Hessen, Regierungsbezirk Kassel, Landkreis Waldeck-Frankenberg, Stadt Bad Arolsen

## Bevölkerung

### Einwohnerstruktur 2011
Nach den Erhebungen des Zensus 2011 lebten am Stichtag dem 9. Mai 2011 in Bühle 90 Einwohner. Darunter waren 3 (3,3 %) Ausländer. Nach dem Lebensalter waren 12 Einwohner unter 18 Jahren, 36 waren zwischen 18 und 49, 21 zwischen 50 und 64 und 21 Einwohner waren älter. Die Einwohner lebten in 39 Haushalten. Davon waren 6 Singlehaushalte, 15 Paare ohne Kinder und 12 Paare mit Kindern, sowie 3 Alleinerziehende und keine Wohngemeinschaften. In 6 Haushalten lebten ausschließlich Senioren und in 21 Haushaltungen leben keine Senioren.

### Einwohnerentwicklung
- 1541: 06 Häuser[2]
- 1738: 19 Häuser[2]
- 1770: 21 Häuser, 141 Einwohner[2]

| Bühle: Einwohnerzahlen von 1770 bis 2015 | Bühle: Einwohnerzahlen von 1770 bis 2015 | Bühle: Einwohnerzahlen von 1770 bis 2015 | Bühle: Einwohnerzahlen von 1770 bis 2015 | Bühle: Einwohnerzahlen von 1770 bis 2015 |
| --- | ---------------------------------------- | ---------------------------------------- | ---------------------------------------- | ---------------------------------------- |
| Jahr |                                          |                                          |                                          | Einwohner                                |
| 1770 | 1770                                     |                                          | 41                                       | 41                                       |
| 1800 | 1800                                     |                                          | ?                                        | ?                                        |
| 1834 | 1834                                     |                                          | 224                                      | 224                                      |
| 1840 | 1840                                     |                                          | 204                                      | 204                                      |
| 1846 | 1846                                     |                                          | 196                                      | 196                                      |
| 1852 | 1852                                     |                                          | 231                                      | 231                                      |
| 1858 | 1858                                     |                                          | 235                                      | 235                                      |
| 1864 | 1864                                     |                                          | 221                                      | 221                                      |
| 1871 | 1871                                     |                                          | 181                                      | 181                                      |
| 1875 | 1875                                     |                                          | 165                                      | 165                                      |
| 1885 | 1885                                     |                                          | 144                                      | 144                                      |
| 1895 | 1895                                     |                                          | 127                                      | 127                                      |
| 1905 | 1905                                     |                                          | 141                                      | 141                                      |
| 1910 | 1910                                     |                                          | 138                                      | 138                                      |
| 1925 | 1925                                     |                                          | 141                                      | 141                                      |
| 1939 | 1939                                     |                                          | 136                                      | 136                                      |
| 1946 | 1946                                     |                                          | 257                                      | 257                                      |
| 1950 | 1950                                     |                                          | 248                                      | 248                                      |
| 1956 | 1956                                     |                                          | 184                                      | 184                                      |
| 1961 | 1961                                     |                                          | 140                                      | 140                                      |
| 1967 | 1967                                     |                                          | 124                                      | 124                                      |
| 1980 | 1980                                     |                                          | ?                                        | ?                                        |
| 1990 | 1990                                     |                                          | ?                                        | ?                                        |
| 2000 | 2000                                     |                                          | ?                                        | ?                                        |
| 2011 | 2011                                     |                                          | 90                                       | 90                                       |
| 2015 | 2015                                     |                                          | 91                                       | 91                                       |
| Datenquelle: Historisches Gemeindeverzeichnis für Hessen: Die Bevölkerung der Gemeinden 1834 bis 1967. Wiesbaden: Hessisches Statistisches Landesamt, 1968. Weitere Quellen: LAGIS; Zensus 2011 |                                          |                                          |                                          |                                          |

### Religion
Bühle gehört zur evangelischen Kirchengemeinde Landau.
Historische Religionszugehörigkeit
- 1885: 126 evangelische (= 99,21 %), ein katholischer (= 0,79 %) Einwohner[2]
- 1961: 131 evangelische (= 93,59 %), 9 katholische (= 6,43 %) Einwohner[2]

## Infrastruktur
- Bühle ist durch ein Anrufsammeltaxi an Bad Arolsen angebunden.
- Im Ort gibt es ein Dorfgemeinschaftshaus.